# Polioptila nigriceps
Polioptila nigriceps е вид птица от семейство Polioptilidae.

## Разпространение
Видът е разпространен в Мексико и САЩ.